# Voinișki Bakadjik
Voinișki Bakadjik este o arie protejată (arie specială de conservare — SAC, sit de importanță comunitară — SCI) din Bulgaria întinsă pe o suprafață de 1.138,94 ha, integral pe uscat.

## Localizare
Centrul sitului Voinișki Bakadjik este situat la coordonatele 42°21′32″N 26°50′40″E / 42.3589°N 26.8444°E.

## Înființare
Situl Voinișki Bakadjik a fost declarat sit de importanță comunitară în martie 2007 pentru a proteja 10 specii de animale. Situl a fost protejat și ca arie specială de conservare în martie 2021.

## Biodiversitate
Situată în ecoregiunea continentală, aria protejată conține 5 habitate naturale: Pseudostepă cu ierburi și specii anuale de Thero-Brachypodietea, Pajiști uscate din regiunea submediteraneeană estică (Scorzoneratalia villosae), Păduri de stejar alb estice, Păduri panonice-balcanice de stejar turcesc - stejar sesil, Păduri de tei argintiu moezice.
La baza desemnării sitului se află mai multe specii protejate:
- amfibieni (1): Triturus karelinii
- mamifere (1): dihor pătat (Vormela peregusna)
- nevertebrate (3): croitorul mare al stejarului (Cerambyx cerdo), rădașcă (Lucanus cervus), croitorul cenușiu al stejarului (Morimus funereus)
- reptile (5): Elaphe sauromates, țestoasa de baltă (Emys orbicularis), Mauremys caspica, Testudo graeca, țestoasă bănățeană (Testudo hermanni)

Pe lângă speciile protejate, pe teritoriul sitului au mai fost identificate 4 specii de amfibieni, 9 specii de reptile.